# 皮尔森·乔丹
皮尔森·乔丹（英語：Pearson Jordan，1950年10月23日—2020年3月28日）是巴巴多斯短跑运动员。在1976年夏季奥运会上，他参加了男子100米比赛。但在预赛成績為10.95，被淘汰出局。同時他还参加了4×100米接力比赛。除了巴巴多斯，他还代表過美国路易斯安那州立大学參加過比賽。
2020年3月28日，喬丹因2019冠状病毒病去世，享年69岁。他是第一位死於該疾病的奧運田徑選手。